# Jean-Michel Basquiat
Jean-Michel Basquiat (New York, 1960. december 22. – New York, 1988. augusztus 12.) amerikai művész, a neoexpresszionizmus meghatározó alakja.
Basquiat az 1970-es években került be a köztudatba, SAMO graffiti duójával, melynek másik tagja Al Diaz volt. Izgalmas epigrammákkal szórták tele a Manhattan kulturális melegágyának számító Lower East Side-ot, ahol rapből, punkból és street artból született a korai hiphop. Az 1980-as évek elején már világszerte állított ki, galériákban és múzeumokban. Huszonegy évesen ő lett a legfiatalabb művész, aki részt vett a kasseli Documentán, 22 évesen pedig a legfiatalabb, aki a new yorki Whitney Biennálén szerepelhetett. A Whitney Múzeum 1992-ben retrospektív kiállítást rendezett munkáiból.
Basquiat műveivel olyan kettősségekre reflektált, mint a gazdagság és szegénység, integráció és szegregáció, belső és külső élmények. A költészetet grafikával, festészettel ötvözte, ahogy az absztraktot figuratívval, történelmet modernkori kritikával. Festményein megjelenő társadalomkritikáiban önreflexiót, a fekete közösségben megélt tapasztalatait osztotta meg, valamint bírálta az önkényuralmat és rendszer szintű rasszizmust.
1988-as halála óta (mikoris 27 éves volt), Basquiat képeinek értéke csak nőtt. 2017-ben, 1982-es, Névtelen, fekete koponyát ábrázoló festménye 110,5 millió dolláros rekordáron kelt el, ezzel a világ egyik legdrágább képe lett.

## Életrajz

### Korai évek: 1960–1977
Basquiat 1960. december 22-én született, a brooklyni Park Slope-on, Matilde Basquiat (születési neve: Andrades, 1934–2008) és Gérard Basquiat (1930–2013) gyerekeként. Bátyja, Max, nem sokkal születése előtt hunyt el. Hugai Lisane (született 1964-ben) és Jeanine (született 1967-ben). Apja a haitii Port-au-Prince-ből származik, anyja pedig Brooklynban született, puerto ricói családba. Katolikus nevelést kapott.
Anyja már gyerekkorában cipelte őt kiállításokra, a Brooklyn-i Művészeti Múzeumba ifi bérlete volt. Négyévesen már írt és olvasott, és kedvenc mesehősiről készített rajzokat. 1967-től járt a Szent Anna magániskolába, itt barátkozott össze Marc Prozzóval, akivel hétévesen gyerekkönyvet írtak – a szövegért Basquiat felelt, míg az illusztrációkat Prozzo gyártotta.
1968-ban, a hétéves Basquiatot elütötte egy autó, mikor az utcán játszott. Eltört a karja és olyan belső sérüléseket szenvedett, ami miatt el kellett távolítani lépét. Kórházi lábadozása alatt anyja bevitte neki Gray Anatómiájának egy példányát. Szülei abban az évben elváltak, Basquiat és húgai apjukhoz, anyjuk elmegyógyintézetbe került, ahonnan élete végéig ki-be járkált. Basquiat 11 évesen már folyékonyan beszélt franciául, spanyolul és angolul.
Basquiat családjával a Brooklyn-i Boerum Hillen élt, 1974-ben viszont a Puerto Rico-i Miramarba költöztek. Mikor 1976-ban visszatértek Brooklynba, Basquiat az Edward R. Murrow Gimnáziumban kezdte meg tanulmányait. Lázadó tinédzser volt, anyja instabil állapota is hatással volt rá. 15 évesen megszökött otthonról, miután apja szobájában füvezésen kapta. A Washington Square Park padjain aludt és LSD-zett. Apja idővel kiszúrta, kopaszra nyírt fejjel, és szólt a rendőröknek, hogy hozzák haza.
Tizedikes korában átment a City-As-School nevű manhattani alternatív gimnáziumba, ahonnan már osztálytársaival együtt lógott, mindeközben tanárai bíztatására elkezdett írni és grafikákat készíteni az iskolaújságba. SAMO nevű karakterén keresztül terjesztette hitvallását. A "SAMO", ami a „Same old shit” (ugyanaz a fos) rövidítése, eleinte viccnek indult, Basquiat és osztálytársa, Al Diaz közt, végül több képregényt is rajzoltak róla az iskolaújságba.

### Street art és a Gray zenekar: 1978–1980
1978 májusában, Basquiat és Diaz elkezdtek Lower Manhattanben graffitizni. SAMO néven költői, szatirikus szlogeneket fújtak az épületek falaira, például: „SAMO© ISTEN ALTERNATÍVÁJA.” 1978 júniusában Basquiatot eltiltották a gimnáziumból, miután megdobta pitével az igazgatót. 17 éves korában apja elküldte otthonról, mikor bejelentette, hogy nem megy többet iskolába. Napközben a NoHo-i Unique ruhaboltban dolgozott, esténként graffitizett. 1978. december 11-én megjelent egy cikk a The Village Voice-ban, a SAMO-ról.
1979-ben Basquiat szerepelt a Glenn O’Brien vezette TV Party c. műsorban. Basquiat és O'Brien összebarátkoztak, és visszatérő vendég lett. A helyi Képzőművészeti környékén graffitizve ismerkedett meg az iskola pár hallgatójával, John Sex-szel, Kenny Scharffal és Keith Haringgel.
Basquiat 1979 áprilisában találkozott Michael Holmannal, a Canal Zone Party-n, és megalapították a Test Pattern noise rock zenekart, melyet később átkereszteltek Gray-re. A zenekar többi tagja Shannon Dawson, Nick Taylor, Wayne Clifford és Vincent Gallo voltak, és olyan klubokban játszottak, mint a Max's Kansas City, CBGB, Hurrah vagy Mudd.
Ekkoriban Basquiat East Village-ben élt, barátnőjével, Alexis Adlerrel, aki biológia szakos volt a Barnardon. Basquiat gyakran másolt ki kémiai egyenleteket könyvéből, Alexis pedig dokumentálta, ahogy Basquiat beépíti művészetébe a padlót, falat, ajtókat és bútorokat. Képeslapokat is gyártott egy másik barátnővel, Jennifer Steinnel. Mikor egyszer épp SoHo-ban árulta képeslapjait, Basquiat kiszúrta a W.P.A. étteremben Andy Warholt, a műkritikus Henry Geldzahlerrel, el is adott Warholnak egyet, Stupid Games, Bad Ideas (Idióta játékok, hülye ötletek) címmel.
1979 októberében, Arleen Schloss A nevű helyén, Basquiat színes fénymásolatokat állított ki SAMOs műveiből. Schloss emellett megengedte Basquiatnak, hogy a helyszínen gyártsa festett, használt ruhákból álló „MAN MADE” kollekcióját, amit novemberben a jelmeztervező Patricia Field kezdett árulni Greenwich Village-i üzletében, kirakatában pedig szobrait is kiállította.
1980-ban, mikor Basquiat és Diaz összevesztek, Basquiat telefújta SoHót a „SAMO IS DEAD” (SAMO halott) felirattal. Júniusban Glenn O'Brien írt róla cikket a High Times magazinnak, és még ugyanebben az évben elkezdték forgatni O'Brien független filmjét, a Downtown 81-et (2000), amiben Gray számok is felcsengtek.

### Híressé válása, sikerek: 1980–1986
1980 júniusában, Basquiat részt vett a The Times Square Show csoportos kiállításon, ahol számos kurátornak és kritikusnak nyerte el tetszését. Jeffrey Deitch külön kiemelte őt az Art in America szeptemberi számába írt „Tudósítás a Times Square-ről” című cikkében. 1981 februárjában, Basquiat részt vett a kurátor, Diego Cortez által rendezett New York/New Wave kiállításon, a New York-i P.S.1-ben. Az olasz művész, Sandro Chia hívta fel az olasz műkereskedő, Emilio Mazzoli figyelmét Basquiatra, aki azonnal meg is vásárolt tőle 10 darab képet, majd másjusban kiállítást tartott neki, modenai galériájába. Decemberben, a műkritikus Rene Ricard írt egy hosszabb cikket róla, az Artforum magazinba, „Ragyogó gyerek” címmel. Ebben az időben, előszeretettel festett utcán talált tárgyakra, többek közt kiselejtezett ajtókra.
Basquiat első képét, a Cadillac Moont (1981) Debbie Harry-nek adta el, a Blondie nevű punk rock zenekar énekesének, 200 dollárért, miután együtt szerepeltek a Downtown 81-ben. DJ-ként is megjelent a ’81-es „Rapture” videoklipjükben; érdekesség, hogy a szerepet eredetileg Grandmaster Flashnek szánták. Akkoriban Basquiat barátnőjével, Suzanne Malloukkal élt együtt, aki pincéri fizetéséből támogatta a művészt.
1981 szeptemberében, a műkereskedő Annina Nosei, Sandro Chia tanácsára felvette galériájába Basquiatot, nem sokkal később szerepelt a Public Address csoportos kiállításon. Annina ellátta nyersanyaggal és átadta a galériája alatti pincét, műteremnek. 1982-ben, Nosei beköltöztette őt egy loft stúdióba, a SoHo-i 101 Crosby Streeten. Első önálló kiállítását az Annina Nosei galériában tartották, 1982 márciusában, ugyanebben a hónapban Modenában is festett, második olasz kiállításához, azonban ezt lemondták, mivel soknak érezte, hogy egy hét alatt nyolc új képet várták tőle.

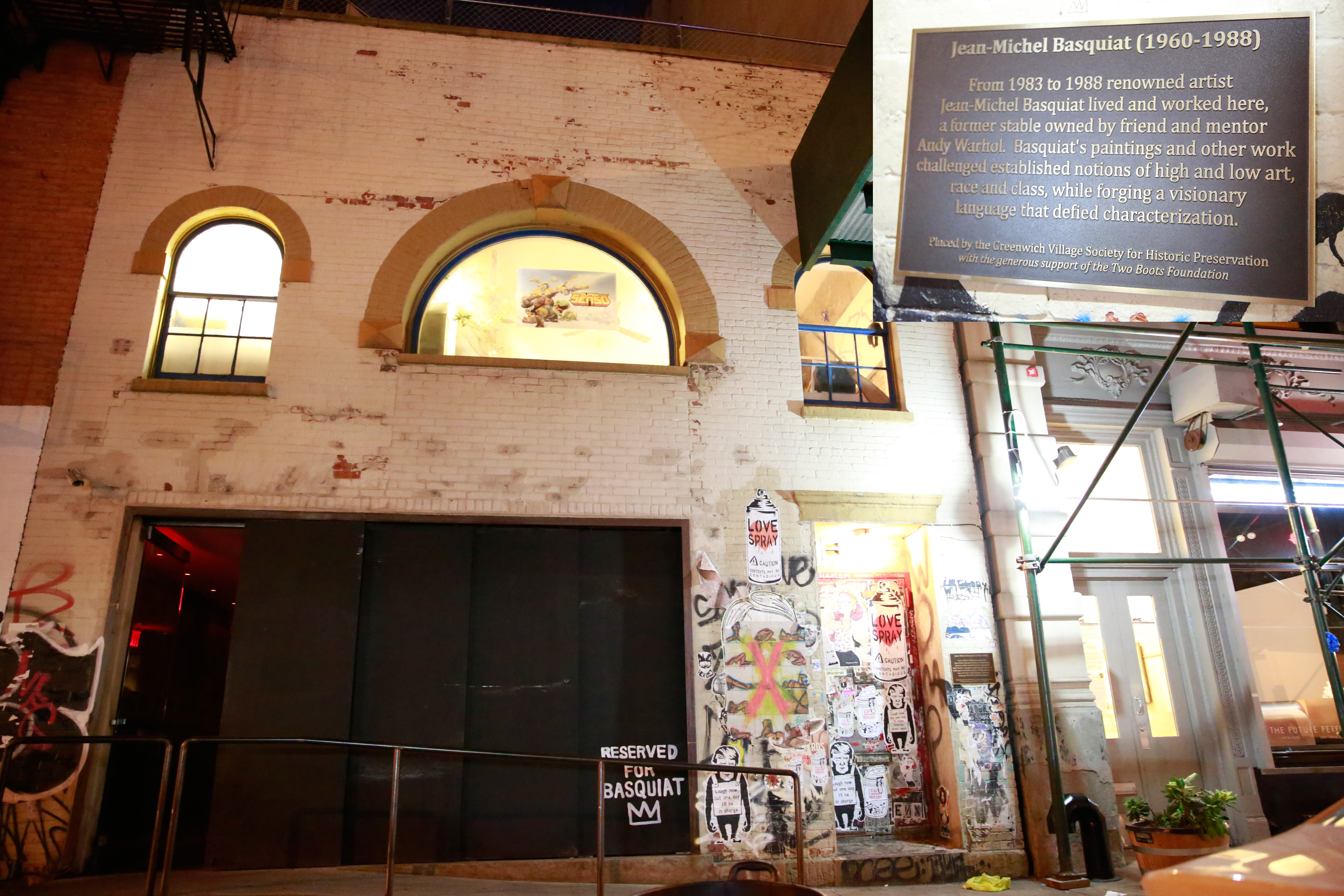
1983 és 1988 közt Basquiat az 57 Great Jones Street-en élt, NoHoban, majd itt is halt meg. A házra 2016-ban helyeztek emlékplakettet.

1982 nyarán, Basquiat otthagyta az Annina Nosei galériát, és Bruno Bischofberger galerista lett nemzetközi képviselője. 1982 júniusában, Basquiat 21 évesen a legfiatalabb művész lett, aki részt vett a németországi Documentán, ahol olyan művészekkel szerepelhetett együtt, mint Joseph Beuys, Anselm Kiefer, Gerhard Richter, Cy Twombly és Andy Warhol. Bischofberger Basquiatnak szeptemberben önálló kiállítást szervezett, zürichi galériájában, valamint egy közös ebédet, Warhollal, október negyedikén, amire Warhol így emlékezett: „Lőttem róla egy polaroidot, hazament, majd két órán belül visszatért egy még száradó képpel, amit kettőnkről festett.” A Dos Cabezas (1982) című képpel indult barátságuk. Basquiatot James Van Der Zee fotózta, a Henry Geldzahlerrel készült interjújához, mely Warhol Interview magazinjában jelent meg, 1983 januárjában.
1982 novemberében, az East Village-i Fun galériában tartottak Basquiatnak önálló kiállítást, ahol kitették Panel of Experts (1982) és Equals Pi (1982) című képét is. 1982 decemberében, Basquiat elkezdett a műkereskedő Larry Gagosian Venice Beach-i Market Street studiójában dolgozni. Los Angelesben a Whisky a Go Goba és Tail o' the Pupba jártak barátjával, George Condóval, miközben 1983 márciusi kiállítására készült, amit a Gagosian galériában rendeztek. A megnyitóra barátnőjével, az akkor még kevéssé ismert énekesnővel, Madonnával érkezett. Gagosian így emlékszik vissza: „Minden rendben ment, Jean-Michel festette a képeit, én adtam el őket. Egy nap mondja, ’Jön a barátnőm.’ ...Kérdem, ’Milyen a csaj?’ Mire mondja, ’Madonnának hívják és hatalmas sztár lesz.’ Sose feledem.”
Basquiat kifejezetten érdeklődött Robert Rauschenberg művészete iránt, aki West Hollywoodban, a Gemini G.E.L.-ben alkotott. Többször meglátogatta, inspirációt lelt benne. Los Angeles-i tartózkodása alatt festette Basquiat Hollywood Africans (1983) című művét, melyen Toxikkal és Rammallzeeval szerepel. Gyakran ábrázolt képein graffitiseket (Portrait of A-One A.K.A. King (1982), Toxic (1984), ERO (1984)). 1983-ban producere volt a „Beat Bop” c. hip-hop lemeznek, melyen Rammellzee és K-Rob is szerepeltek, és a Tartown Inc. adta ki. Mivel a borítót is ő készítette, nagy népszerűségnek örvendett mind lemez-, mind műgyűjtők körében.
1983 márciusában, a 22 éves Basquiat lett az egyik legfiatalabb művész, aki részt vett a Whitney Biennálén. Áprilisban, Paige Powell, az Interview magazin társkiadója rendezett neki kiállítást, egy barátja New York-i lakásán, összejöttek, Powellnek pedig komoly szerepe lett Warhol és Basquiat barátságának ápolásában. 1983 augusztusában Basquiat beköltözött Warhol NoHo-i loftjába, az 57 Great Jones Streetre, ami egyben műterme is lett.
1983 nyarán, Basquiat meginvitálta Lee Jaffe-t – aki Bob Marley zenekarában játszott -, hogy járják be együtt Ázsiát és Európát. Mikor visszatért New Yorkba, megérintette Michael Stewart, a feltörekvő művész halála, akit egy rendőr gyilkolt meg, szeptemberben. Ekkor festette Defacement (The Death of Michael Stewart) (1983) című festményét, reagálva az eseményekre, de részt vett egy karácsonyi jótékonysági rendezvényen is, ahol New York-i művészek gyűjtöttek pénzt az elhunyt családjának.
Basquiat 1983-ban csatlakozott Mary Boone SoHo-i galériájához, ahol 1984-ben tartott önálló kiállítást. Számtalan fotó dokumentálta, hogy Warhol és Basquiat 1984 és ’85 közt rendszeresen dolgoztak együtt – Warhol általában előállt egy konkrét ötlettel vagy könnyen beazonosítható képpel, amit Basquiat saját stílusára formált. Az 1984-es nyári olimpiát Olympics (1984) című művükkel örökítették meg, de közös mű volt még a Taxi, 45th/Broadway (1984–85), valamint a Zenith (1985). A Tony Shafrazi galériában rendezett, Paintings c. közös kiállításukkal azonban eltört valami, ugyanis a kritikusok Basquiatot Warhol „kabalájának” gúnyolták.

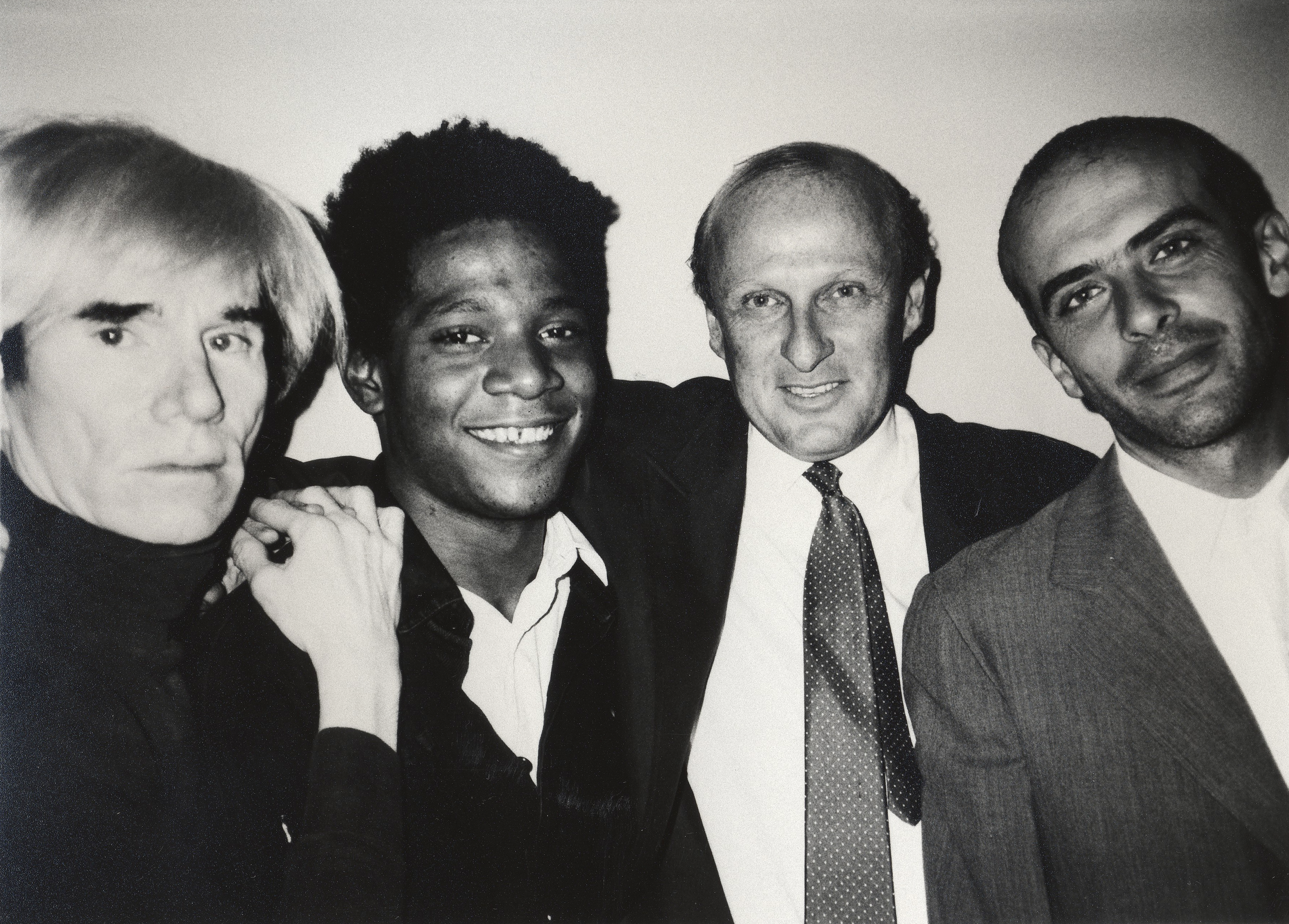
Andy Warhol, Jean-Michel Basquiat, Bruno Bischofberger és Fransesco Clemente, New York, 1984

Basquiat gyakran festett drága Armani öltönyben, festékfoltos ruháit pedig az utcán is hordta. Rendszeresen megfordult az Area klubban, ahol olykor DJ-zett is, a Palladium klubnak pedig murálokat készített. Népszerűségét a média is dokumentálta; a New York Times 1985. február 10-i számában „New Art, New Money: The Marketing of an American Artist” (Új művészet, új pénz: az amerikai művész reklámozása) címmel írtak róla cikket, művei megjelentek a GQ-ban és Esquire-ben, és interjút készítettek vele az MTV „Art Break” c. műsorában. 1985-ben modellként jelent meg a Comme des Garçons tavaszi divatbemutatóján, New York-ban.
A ’80-as évek közepén Basquiat évi 1,4 millió dollárt keresett, a műkereskedők pedig 40 000 dollárokkal tömték zsebét. A siker azonban felőrölte. „Minél többet keresett, annál paranoiásabb lett, és annál többet drogozott,” írja Michael Shnayerson, újságíró. Annyit kokainozott, hogy kilukadt az orrsövénye, egy barátja szerint pedig a ’80-as évek végén már heroinista volt. Sokak szerint kábítószerrel tompította az őt nyomasztó ügyeket, mint a hirtelen jött népszerűség, a műkereskedelmi piac könyörtelensége, és a fehérek által uralt művészeti világban feketeként való érvényesülés.
Basquiat 1986 januárjában tartotta utolsó Los Angeles-i kiállítását, a Gagosian galériában. Februárban Atlantában mutatta be grafikáit, a Fay Gold galériában, ugyanebben a hónapban részt vett a Limelight Art Against Apartheid jótékonysági rendezvényén, nyáron önálló kiállítása volt a salzburgi Galerie Thaddaeus Ropacban, és szerepelt egy újabb Comme des Garçons Homme Plus divatbemutatón, Párizsban. 1986 októberében Elefántcsontparton rendezett neki kiállítást Bruno Bischofberger, az Abidjan Francia Kulturális Intézetében, ahova elkísérte barátnője is, Jennifer Goode, akivel az Area klubban ismerkedtek meg. 1986 novemberében, at 25 éves Basquiat lett a legfiatalabb művész, akinek kiállítást szerveztek a hannoveri Kestner-Gesellschaftban.

### Utolsó évek és halála: 1986–1988
Kapcsolatuk alatt Goode is elkezdett heroint szívni Basquiattal. Azt mondja, „Nem ő eröltette rám, csak ott volt, én meg naiiv voltam.” 1986 vége felé részt vettek egy manhattani metadon programon, amit Basquiat három hét után otthagyott. Goode szerint csak szakításuk után kezdte el lőni a heroint. Élete utolsó másfél évében Basquiat szinte teljesen visszavonult, sokak szerint kábítószerfogyasztását barátja, Andy Warhol ’87-es halála is felerősítette.
1987-ben Basquiatnak a párizsi Galerie Daniel Temploban, a tokyói Akira Ikeda galériában és a New York-i Tony Shafrazi galériában is volt kiállítása, 1987 nyarán pedig körhintát tervezett André Heller Luna Lunájába a hamburgi, tiszavirágéletű vidámparkba, melybe minden szórakoztató egységet kortárs művészek terveztek.
1988 januárjában, Basquiat Párizsba utazott kiállítására, az Yvon Lambert galériába, majd Düsseldorfba, a Hans Mayer galériába. Párizsban összebarátkozott az elefántcsontparti művész, Ouattara Wattsszal, akivel eltervezték, hogy meglátogatják nyáron Watts szülővárosát, Korhogót. Áprilisban, a New York-i Vrej Baghoomian galériában állított ki, júniusban pedig Mauiba utazott, elvonóra. Mikor júliusban visszatért New Yorkba, összefutott Keith Haringgel a Broadwayn, aki azt mondta, Basquiat egyedül ekkor mesélt neki drogproblémájáról. Glenn O'Brien is említette, hogy Basquiat felhívta, hogy „kifejezetten jól van.”
Bár igyekezett letenni a drogokat, Basquiat 27 évesen herointúladagolásban halt meg, Great Jones Street-i otthonában, 1988. augusztus 12-én. Az eszméletlen Basquiatra barátnője, Kelle Inman talált rá, hálószobájában, ahonnan a Cabrini Medical Centerbe szállították, és itt nyilvánították halottnak.

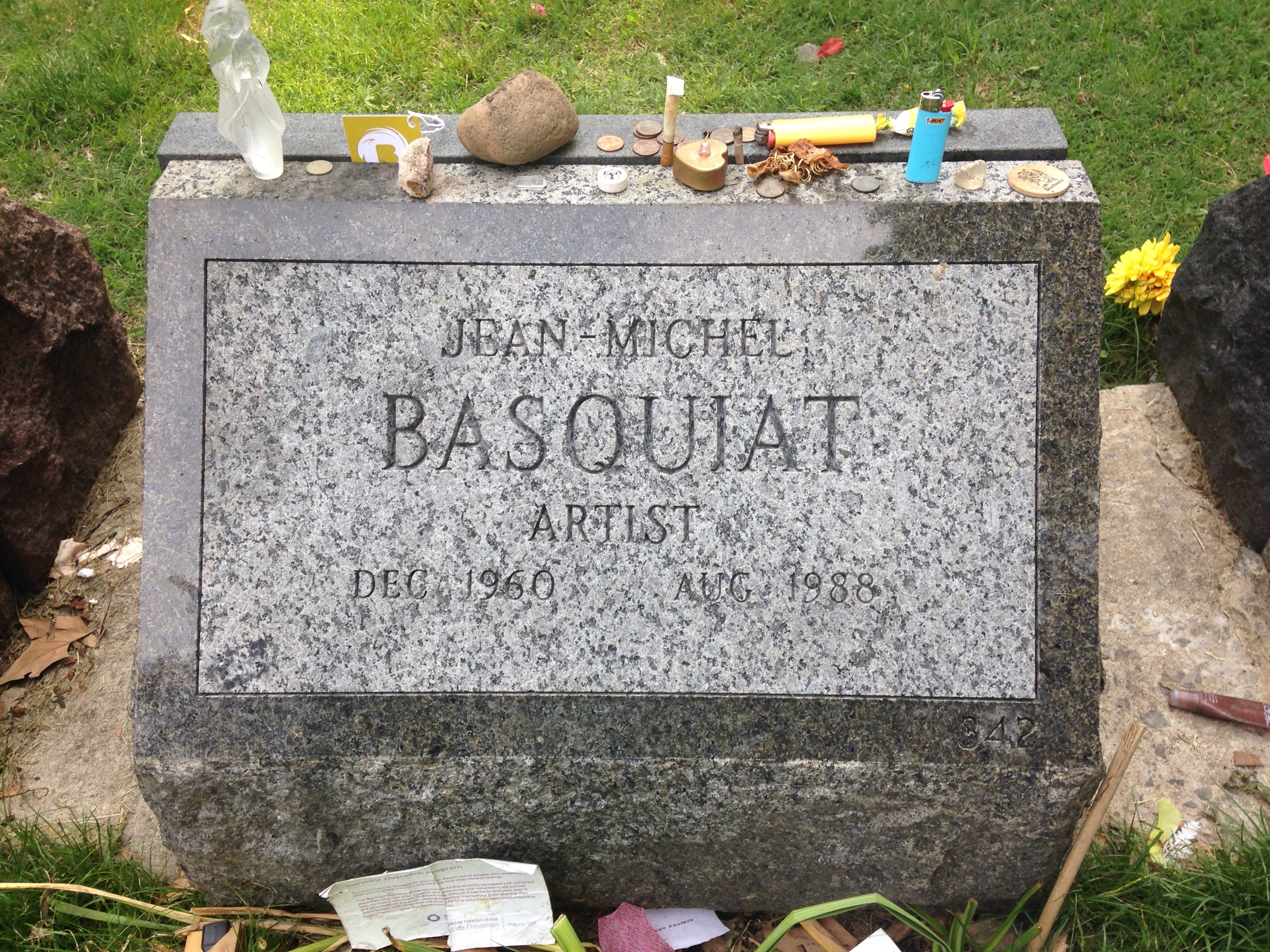
Jean-Michel Basquiat sírja, a New York-i Green-Wood temetőben

Basquiatot a Brooklyn-i Green-Wood temetőben temették el, a Frank E. Campbell kápolnában tartott privát szertartást követően, 1988. augusztus 17-én, melyen családja és barátai vettek részt, köztük Keith Haring, Francesco Clemente, Glenn O'Brien és Basquiat volt barátnője, Paige Powell. A műkereskedő Jeffrey Deitch mondott beszédet.
A nyilvános megemlékezést a Szent Péter templomban tartották, 1988. november 3-án. Itt többek közt felszólalt Ingrid Sischy, aki az Artforum szerkesztőjeként jól ismerte Basquiatot, és több cikket is írt róla. Basquiat volt barátnője, Suzanne Mallouk A. R. Penck „Poem for Basquiat” művéből szavalt el részleteket, Fab 5 Freddy barátja pedig Langston Hughes versét adta elő. A 300 részvevő közt volt John Lurie, Arto Lindsay, Keith Haring, David Shapiro, Glenn O'Brien és a Gray zenekar több tagja is.
A művész emlékére készítette Keith Haring az A Pile of Crowns for Jean-Michel Basquiat című művét, Vogue-nak írt gyászjelentésében pedig így értekezett róla: „Egy életre elég művet alkotott tíz év alatt. Mohón ábrándozunk, vajon mi jött volna még ki belőle, miket vett el tőlünk halálával, mikor valójában elég művet tett le az asztalra, melyekkel a jövő generációira is hatással lesz. Most fogják csak igazán megérteni, mennyire jelentős művész volt.”

## Művészete
A műkritikus Franklin Sirmans szerint Basquiat ötvözte a költészetet, grafikát, festészetet, szöveget képpel, absztraktot figuratívval, történelmet jelenkori kritikával. Felszólalt a gyarmatosítás ellen és felhívta a figyelmet a társadalmi rétegek leszakadására. Fred Hoffman, művészettörténész szerint Basquiat művészi önképét „veleszületett orákulum minősége adta – magába szívta a külvilág lényegét, amit művészetében adott vissza,” műveit pedig „szuggesztív kettősség” jellemezte, ilyenek a gazdagság-szegénység, integráció-szegregáció, belső és külső megélés.
Festőkarrierje előtt Basquiat punk inspirálta képeslapokat árult az utcán, és SAMO művésznéven készített politikai témájú, költői graffitiket. Gyakran rajzolt random tárgyakra és felületekre, köztük mások ruhájára. Művészetének szerves része a különböző médiumok ötvözése. Festményei gyakran tartalmaznak szavakat, számokat, piktogramokat, logókat, térképszimbólumokat, grafikonokat.
Basquiat gyakran használt forrásként szöveget, olyan könyvekből merített, mint Gray Anatómiája, Henry Dreyfusstől a Symbol Sourcebook, Reynal & Company Leonardo da Vincije, vagy Burchard Brentjes African Rock Art, Flash of the Spirit című műve.
1982 és 1985 közt többpaneles festményeket készített, illetve olyan vásznakat, melyeknek keretét is teleírta/rajzolta. 1984 és 1985 rendszeresen alkotott közösen Warhollal.

### Grafikái
Rövid, de annál termékenyebb karrierje során Basquiat nagyjából 1500 grafikát, 600 festményt, szobrot és egyéb művet készített. Folyamatosan rajzolt tussal, ceruzával, filccel, olajjal, és használt különböző felületeket vászonnak, ha épp nem talált papírt. Néha rajzai fénymásolatával egészítette ki nagyobb festményeit.
Basquiat grafikáival és festményeivel először 1981-ben, a MoMA PS1 New York/New Wave kiállításán szerepelt, Rene Ricard „Ragyogó gyerek” c. Artforumos cikke pedig segített a művészvilág figyelmét is felkelteni. Basquiat két rajzán is ábrázolta Ricardot, az Untitled (Axe/Rene) (1984) és René Ricardon (1984).
Amellett, hogy festő, költő is volt, gyakran társított szöveget rajzaihoz és festményeihez rasszizmusról, rabszolgaságról, a ’80-as évek New York-i utcáiról és emberéről, fekete történelmi személyekről, híres zenészekről, sportolókról. Basquiat rajzainak nem adott címet. Hogy különbséget lehessen tenni köztük, gyakran a beleírt szavakkal azonosítják, zárójelben az „Untitled” cím mellett. Basquiat halála után hagyatékát apja, Gérard Basquiat kezelte, aki egyben a hitelesítő bizottságot is vezette, mely 1994 és 2012 közt 2000 művét vizsgálta.

### Hősök és szentek
Basquiat műveiben visszatérő szereplők a hősként vagy szentként tisztelt, fekete történelmi személyiségek, akiket gyakran ábrázot koronával vagy glóriával. Az Art Daily szerint „Basquiat koronája felcserélhető szimbólum: olykor glóriaként, máskor töviskoronaként jelenik meg, utalva a mártírságra, mely egyenlő a szentséggel. Basquiat számára ezek a hősök és szentek harcosok, kik öklük az égnek tartva ünneplik dicsőségük.”
Basquiat kifejezetten kedvelte a bebopot, Charlie Parkert pedig hősének tekintette. Gyakran utalt Parkerre és más jazz zenészekre festményein, ilyen a Charles the First (1982), a Horn Players (1983) vagy a King Zulu (1986). Jordana Moore Saggese, művészettörténész szerint „Basquiatot ugyanannyira inspirálta a jazz, mint a modern festészet nagyjai.”

### Anatómia és fejek
Basquiat karrierje során rendszeresen használta referenciának Gray Anatómiáját, amit még anyjától kapott hétévesen, mikor kórházban lábadozott. A könyv hatással volt arra, ahogy az emberi anatómiát ábrázolta, illetve ahogy a képet szöveggel ötvözte, lásd Flesh and Spirit (1982–83).
A fej és koponya is visszatérő elemek Basquiat munkáiban. Az Untitled (Two Heads on Gold) (1982) és Philistines (1982) fejei afrikai maszkokra hajaznak, a Red Skull (1982) és Untitled (1982) koponyái pedig a haitii vudut idézik.

### Örökség
Basquiat színes kulturális örökségéből is merített inspirációt. Munkáiban előszeretettel használt spanyol szavakat, erre példa az Untitled (Pollo Frito) (1982) és a Sabado por la Noche (1984). La Hara (1981) című műve, mely egy fenyegető tekintetű, fehér rendőrt ábrázol, a Nuyorican szlengből eredő „rendőr” (la jara) és ír vezetéknév, „O'Hara” egyvelegéből született. A The Guilt of Gold Teeth (1982) és Despues De Un Pun (1987) képein megjelenő fekete kalapos alakkal állítólag Baron Samedit kívánta ábrázolni, aki a vuduban a halál és feltámadás szelleme.
Basquiat számos műve utal az afrikai-amerikai történelemre: Slave Auction (1982), Undiscovered Genius of the Mississippi Delta (1983), El Gran Espectaculo (The Nile) (1983), Jim Crow (1986). Irony of Negro Policeman (1981) c. festménye az afrikai-amerikaiakat elnyomó fehér embert ábrázolja.

## Kiállításai

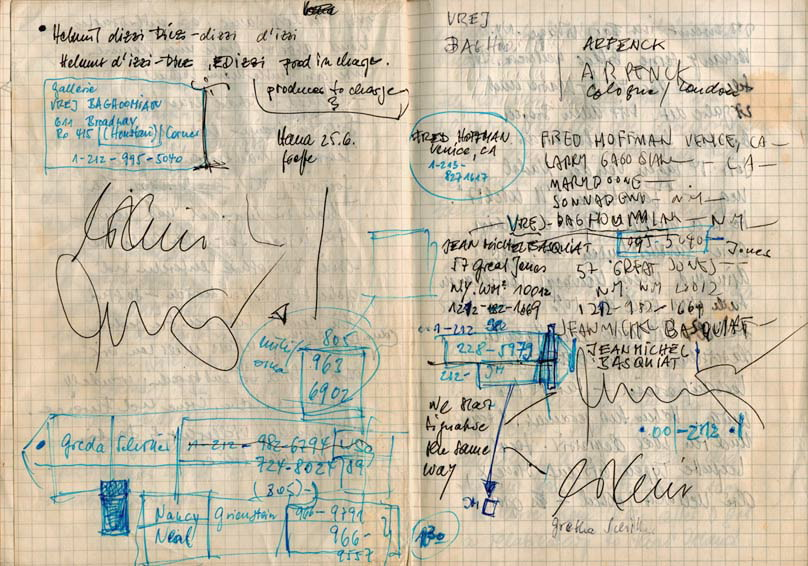
Fiktív szerződés Jean-Michel Basquiat és Helmut Diez közt

Basquiat első kiállítása a The Times Square Show volt, New Yorkban, 1980 júniusában. 1981 májusában rendezték első önálló kiállítását, a Galleria d'Arte Emilio Mazzoliban, Modenában. 1981 végén csatlakozott a New York-i Annina Nosei galériához, ahol első amerikai önálló kiállítását tartották, 1982. március 6. és április 1. közt. ’82-ben kiállított a West Hollywood-i Gagosian galériában, a zürichi Galerie Bruno Bischofbergerben, valamint a Fun galériában, East Village-ben. 1984-ben, Edinburghben rendeztek neki komolyabb kiállítást, a Fruitmarket galériában, Jean-Michel Basquiat: Paintings 1981–1984 címmel, amit bemutattak a londoni Kortárs Művészeti Intézetben és a rotterdami Museum Boijmans Van Beuningenben is. 1985-ben, a Berkeley-i Egyetemi Művészeti Múzeumban tartották első múzeumi önálló kiállítását. 1987-ben és ’89-ben a hannoveri Kestner-Gesellschaftban is bemutatták műveit.
Első retrospektív kiállítását 1989 novemberében rendezték, a New York-i Baghoomian galériában, első múzeumi retrospektívjét pedig a Whitney Múzeumban, 1992 októberétől, az AT&T, MTV és Madonna támogatásával. A kiállítás 1993 és ’94 közt a texasi Menil Gyűjteményben, az iowai Des Moines Művészeti Központban és az alabamai Montgomery Szépművészeti Múzeumban is megtekinthető volt. 1996-ban, Madonna a londoni Serpentine galériában is rendezett műveiből kiállítást.
2005 márciusában nyílt Basquiat című retrospektív kiállítás, a New York-i Brooklyn Múzeumban, melyet később bemutattak a Los Angeles-i Kortárs Művészeti Múzeumban és a Houston-i Szépművészeti Múzeumban. Az első Puerto Rico-i Basquiat kiállítást 2006 októberében tartották, a Museo de Arte de Puerto Ricóban, az ArtPremium, Corinne Timsit és Eric Bonici szervezésében. 2016-ban, a Brooklyn Múzeumban láthatta először a nagyközönség Basquiat összegyűjtött verseit, skicceit, jegyzeteit és írásat. A gyűjtemény később a Miami-i Pérez Művészeti Múzeumot is bejárta.
2010-ben, a bécsi Kunsthalléban rendezett Cathérine Hug és Thomas Mießgang a street artról kiállítást, Street and Studio: From Basquiat to Séripop címmel. A 2014-es, New Orleans-i Ogden Múzeumban tartott Basquiat and the Bayou kiállításon Amerika délvidékét ábrázoló műveit mutatták be. 2015-ben, a Brooklyn Múzeum rendezett Basquiat: The Unknown Notebooks címmel eseményt. 2017-ben, a Denveri Kortárs Művészeti Múzeum tartott Basquiat Before Basquiat: East 12th Street, 1979–1980 címmel kiállítást azokból a munkáiból, amiket Alexis Adlerrel való együttélésük alatt készített. Ugyanabban az évben nyílt a londoni Barbican Centre-ben a Basquiat: Boom for Real c. kiállítás is.
2019-ben, a New York-i Brant Alapítvány tartott komolyabb Basquiat kiállítást, melyre ingyenes volt a belépés. Már a megnyitó előtt elfogyott mind az 50 000 jegy, ezért később nyomtattak még. 2019 júniusában, a New York-i Solomon R. Guggenheim Múzeumban tartották a Basquiat's "Defacement": The Untold Story c. eseményt. Ugyanebben az évben, a Melbourne-i Victoria Nemzeti Múzeumban nyílt meg a Keith Haring and Jean-Michel Basquiat: Crossing Lines kiállítás. 2020-ben, a Lotte Művészeti Múzeumban rendezték első szöuli kiállítását. A Bostoni Szépművészeti Múzeumban 2020 októberében tartották a Writing the Future: Basquiat and the Hiphop Generation c. kiállítást.
Basquiat családja rendezte a Jean-Michel Basquiat: King Pleasure címre hallgató eseményt, melyen 200, addig nem látott művet mutattak be. A gyűjteményt 2022 áprilisában, a Chelsea-i Starrett-Lehigh Buildingben lehetett látogatni, majd 2023 márciusában átköltözött a Los Angeles-i Grand LA-be.
2022-ben rendezték Basquiat első bécsi múzeumi retrospektívjét, az Albertinában. Szintén 2022-ben nyílt a Seeing Loud: Basquiat and Music, a Montreali Szépművészeti Múzeumban, ami 2023-ban, Basquiat Soundtracks névvel a Philharmonie de Parisba is elutazott. Ugyanebben az évben, a Brant Alapítvány tartott Basquiat X Warhol címmel kiállítást, East Village-ben.

## Műkereskedelem
Basquiat első képét Debbie Harry-nek adta el, 200 dollárért, 1981-ben. Ugyanebben az évben, Sandro Chia tanácsára a galerista, Emilio Mazzoli vásárolt tőle 10 képet, 10 000 dollár értékben, és tartott neki kiállítást modenai galériájában. A neoexpresszionizmus berobbanása miatt hatalmas volt a kereslet munkái iránt, 1982-es éve volt a legtermékenyebb – legdrágábban elárverezett képei mind 1982-esek. Basquiat így nyilatkozott erről az időszakról: „Volt egy kis pénzem, és a legjobb képeimet festettem.” 1983-ban, 5000 és 10 000 dollár közt keltek el képei—10 000-15 000-ről árazták le, mikor csatlakozott Mary Boone galériájához, hogy nagyjából egy árkategóriában legyen a többi művésszel. Egy 1984-es jelentés szerint, két év alatt 500%-kal drágultak munkái. A ’80-as évek közepén, Basquiat évente 1,4 millió dollárt keresett. 1985-ben már 10 000-25 000 dollárért mentek képei. 1985-ben, nemzetközi hírneve miatt a The New York Times is címlapra tette, ami addig nem sok fiatal, fekete művésznek adatott meg.
Basquiat 1988-as halála óta egyre drágábbak lettek képei. A drámai csúcs 2007-ben következett be, mikor a műkereskedelmi piac szárnyalása idején 115 millió dollárért árverezték képeit. 2002-ig a legtöbbet – 3,3 millió dollárt – Self-Portrait (1982) c. képéért adtak, egy Christie's aukción, 1998-ban. 2002-ben, Profit I (1982) c. képét Lars Ulrich, a Metallica dobosa vásárolta meg, 5,5 millió dollárért, amit megörökítettek a 2004-es, Metallica: Some Kind of Monster c. dokumentumfilmben is.

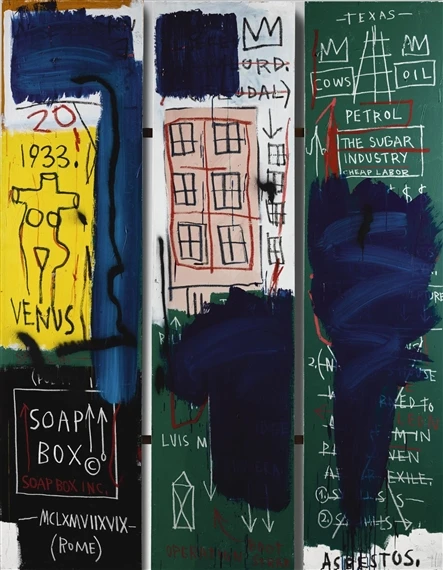
"Untitled" Jean-Michel Basquiat

2002 júniusában, az FBI kapcsolta le a New York-i művész, Alfredo Martinezt, aki 185 000 dollárért próbált hamis Basquiat rajzokat eladni műkereskedőknek. Huszonegy hónapot ült a Manhattani Metropolitan Fegyházban, hamisításért. Martinez állítása szerint 18 évig kereskedett hamis Basquiat grafikákkal.
2007-ben, Basquiat Hannibal (1982) c. képét foglalták le a hatóságok, a brazil pénzmosó és volt bankár, Edemar Cid Ferreira sikkasztási ügye kapcsán. Ferreira feketén jutott a festményhez, amit egy Manhattan-i raktárba szállítottak, Hollandián keresztül, hamis szállítólevéllel, melyen 100 dollárra árazták a képet. Később, a Sotheby's 13,1 millióért árverezte el.
2007 és 2012 közt Basquiat munkái tovább már elérték a 16,3 millió dollárt. Untitled (1981) c. munkája 2012-ben 20,1 millió dollárért kelt el. Egy másik munkája, az Untitled (1981), melyen egy halász szerepelt, 26,4 millió dollárt ért, 2012-ben. 2013-ban, a Dustheads (1982) 48,8 millió dollárért kelt el a Christie's-nél. A japán milliárdos, Yusaku Maezawa vásárolta meg az ördögszerű figurát ábrázoló Untitled (1982) c. művet, 57,3 millió dollárért, 2017-ben, amit 2022-ben 85 millió dollárért adott tovább. 2017 májusában Maezawa a fekete koponyát ábrázoló Untitled (1982) című képét 110,5 millió dolláros rekordáron vásárolta meg, amivel a valaha legdrágábban elkelt amerikai mű lett.
2018-ban, Flexible (1984) c. munkájáért 45,3 millió dollárt fizettek, ezzel ez lett az első, 1983 utáni Basquiat festmény, ami átlépte a 20 milliós határt. 2020 júniusában az Untitled (Head) (1982) 15,2 millió dollárért kelt el, ami rekordár volt Sotheby’s online aukción, de papíralapú Basquiat képért sem fizettek korábban ekkora összeget. 2020 júliusában egy rajza 10,8 millió dollárért ment el, applikáción keresztül. Ugyanabban az évben, az amerikai üzletember, Ken Griffin vásárolta meg a Boy and Dog in a Johnnypump (1982) c. képét 100 millió dollárért, a műkereskedő Peter Branttől. 2021 márciusában, a Warrior (1982) 41,8 millió dollárért kelt el, a Christie's hongkongi aukcióján, ezzel a valaha legdrágábban elkelt nyugati mű lett, amit Ázsiában vásároltak. 2021 májusában, az In This Case (1983) 93,1 millió dollárért kelt el a Christie's New York-i aukcióján. Szintén 2021-ben, a Donut Revenge-ért (1982) 20,9 millió dollárt fizettek, Hong Kongban. 2022-ben, a Sugar Ray Robinson (1982) 32,6 millióért ment el New Yorkban. 2023-ban, az El Gran Espectaculo (The Nile) (1983) 67,1 millió dollárért, a Self-Portrait as a Heel (Part Two) (1982) 42 millió dollárért kelt el New Yorkban.

### Hamisítványok
1994-ben, három, a FIAC-ban kiállított Basquiat képről derült ki, hogy hamis. 2007-ben a Christie'st perelték a Manhattan-i legfelsőbb bíróságon, amiért állítólag hamis Basquiattal kereskedtek. A Christie's tagadta a vádakat, de az ügyet perre vitték. 2020-ban, a Los Angeles-i Philip Bennet Righter bűnösnek vallotta magát, miután hamis Warhol és Basquiat képekkel kereskedett. Ugyanebben az évben, Franciaországban, a Nuit-Saint-Georges-i Volcano galériában rajzaiból rendezett kiállítás kapcsán robbant ki hamisítási botrány.
2022 februárjában, az Orlando Művészeti Múzeum rendezett kiállítást Heroes & Monsters címmel, melyen 25 kartonképet állítottak ki, amiket állítólag Basquiat Thad Mumford forgatókönyvírónak adott el, 1982-ben, majd raktárba kerültek, ahol 2012-ig álltak, míg újra fel nem fedezték őket. A festményeket 2022 júniusában lefoglalta az FBI. A The New York Times lehozta Mumford vallomását, melyben azt mondta, „sem a ’80-as években, sem máskor nem találkoztam személyesen Jean-Michel Basquiattal, és nem is vásároltam tőle képet.” A Los Angeles-i kereskedő, Michael Barzman vallotta be, hogy 25 hamisítványt készíttetett, amik az Orlando Művészeti Múzeumban kötöttek ki. Közmunkára és felfüggesztett börtönbüntetésre ítélték.
2023-ban, a floridai műkereskedő, Daniel Elie Bouaziz 27 hónap börtönbüntetést kapott pénzmosásért, és hamis Basquiat, Warhol és Banksy képekkel való kereskedésért.

### Hitelesítési bizottság
A Jean-Michel Basquiat hagyaték hitelesítési bizottságát a Robert Miller galéria alapította, melyet halálát követően bíztak meg a hagyaték kezelésével, részben azzal a szándékkal, hogy visszaszorítsák a piacot ellepő hamisítványokat. Egy hitelesítés 100 dollárba került, a bizottságot pedig Basquiat apja, Gérard Basquiat vezette, továbbá tagjai voltak még Diego Cortez, Jeffrey Deitch, Annina Nosei, John Cheim, Richard Marshall, Fred Hoffman galeristák és kurátorok, valamint Larry Warsh, író.
2008-ban a hitelesítési bizottságot beperelte a műgyűjtő, Gerard De Geer, mikor a bizottság megtagadta a Fuego Flores (1983) c. kép bevizsgálását. Miután dobták az ügyet, a bizottság hitelesnek nyilvánította a művet. 2012 januárjában jelentették be a bizottság felbomlását, mely 18 évig működött.

## Szexualitása
Basquiat számos nővel került kapcsolatba, köztük Madonnával is. Bár nyilvánosan nem vallotta magát biszexuálisnak, barátai szerint férfiakhoz is volt köze. Basquiat volt barátnője, Suzanne Mallouk megfogalmazása szerint „Szexualitása nem nevezhető monokrómnak. Főleg az intelligencia és fájdalom mozgatta, s a vonzalom tárgya lehetett fiú, lány, vékony, kövér, szép vagy csúnya.”
A Basquiat életrajzát író Phoebe Hoban beszámolója szerint a művész először férfiakkal került szexuális kapcsolatba. Mikor kiskorúként Puerto Ricóban élt, orálisan megerőszakolta egy transzvesztita borbély, és egy DJ-vel is viszonya volt. A műkritikus Rene Ricard, aki segített beindítani Basquiat karrierjét, azt mondta, Basquiat mindent szeretett és kurválkodott is Condadóban, mikor Puerto Ricóban élt. Basquiat tinédzserkorában mesélte egy barátjának, hogy a 42nd Streeten strihelt, Manhattanben, mikor elszökött otthonról. Andy Warhol azt mondta, Basquiat nem volt hajlandó őt és Keith Haringet elkísérni a Rounds nevű melegbárba, mivel kurválkodós időszakára emlékeztette.

## Hatása
Basquiat hagyatékát apja, Gerard Basquiat kezelte, 2013-as haláláig. Jelenleg húgai, Jeanine Heriveaux és Lisane Basquiat felügyelik. Művészete hatással volt a street art és hiphop szcénára, valamint olyan művészekre, mint Banksy, Shepard Fairey vagy Halim Flowers.

Banksy Basquiat előtt tiszteleg

2015-ben Basquiat szerepelt a „Művészet és Művészek” c. Vanity Fair különkiadás címlapján. 2016-ban, a Greenwich Village Történelmi Társulat emléktáblával díszítette Basquiat manhattani otthonát, a 57 Great Jones Streeten. 2017-ben, Basquiat poszthomusz megkapta Brooklyn kulcsát Eric Adamstől, és feltüntették a Hírességek Útján, a Brooklyn-i Botanikus Kertben.
A Basquiat: Boom for Real c. londoni, 2017-es kiállítás előtt Banksy két Basquiat-inspirálta murált készített, a Barbican falára. Az első Boy and Dog in a Johnnypump (1982) c. munkája előtt tisztelgett, melyen két rendőr szerepelt, a másik egy körhintát ábrázolt, melyen a kabinokat Basquiat koronáira cserélte.
2018-ban, a párizsi 13. kerületben átneveztek egy parkot Place Jean-Michel Basquiatra. A 2020–21-as NBA szezon idején a Brooklyn Nets külön kiadású mezzel tisztelgett Basquiat előtt. 2021-ben, a Joe és Clara Tsai Alapítvány, a Brooklyn Nets, a New York Oktatási Hivatal és Állami Iskolák Alapítványa Basquiat tanulmányi programot indított. A Nets, a 2022–23-as NBA szezonban a Basquiat City Edition mez fehér verzióját hordta.

### Divat
2007-ben, a GQ Basquiatot is felvette az „Elmúlt 50 év 50 legstílusosabb férfijának” listájára. Basquiat gyakran festett drága Armani öltönyben, és Issey Miyake-nak is modellkedett. A Comme des Garçons volt az egyik kedvenc márkája, melynek ’86-ban és ’87-ben is modellkedett. Emlékére, a Comme des Garçons 2018-as őszi/téli kollekciójában használta printjeit. 2015-ben, Basquiat a T: The New York Times Style Magazine „Férfistílus” kiadványának címlapján szerepelt.
Valentino 2006-os őszi/téli kollekciója is tisztelgett Basquiat előtt. Sean John kapszulakollekciót adott ki 2018-ban, Basquiat halálának 30. évfordulóján, de az Uniqlo, Urban Outfitters, Supreme, Herschel Supply Co., Alice + Olivia, Olympia Le-Tan, DAEM, Coach New York, Saint Laurent, Dr. Martens, Reebok és Vivobarefoot is használta Basquiat műveit termékein.
2021-ben, a Tiffany & Co. Beyoncéval és Jay-Z-vel hirdette „About Love” kampányát, melyben a cég frissen vásárolt Equals Pi (1982) Basquiat képe szerepelt. A reklámkampányt a művész barátai és kollégái is erősen bírálták.
2022-ben, Basquiat örökösei együttműködtek a Black Fashion Fairrel, egy limitált kapszulakollekció erejéig, amit a Jean-Michel Basquiat: King Pleasure kiállításon lehetett megtekinteni, New Yorkban.

### Film, televízió, színház
Basquiat szerepelt Glenn O’Brien Downtown 81 c. filmjében, amit 1980-ban és ’81-ben forgattak, Edo Bertoglioval, de csak 2000-ben jelent meg.
Geoff Dunlop Without Walls: Shooting Star c., Basquiat életéről szóló, angol dokumentumflimje a Channel 4-on debütált, 1990-ben. 1996-ban, a festő, Julian Schnabel első filmjét Basquiatról készítette, melyben Jeffrey Wright játszotta Basquiatot, David Bowie pedig Andy Warholt.
Tamra Davis Jean-Michel Basquiat: The Radiant Child c. dokumenfumfilmjét a 2010-es Sundance Filmfesztiválon mutatták be, majd szerepelt a PBS Independent Lens műsorában, 2011-ben. Sara Driver Boom for Real: The Late Teenage Years of Jean-Michel Basquiat c. dokumentumfilmje a 2017-es Torontói Nemzetközi Filmfesztiválon debütált. 2018-ban, a PBS sugározta a Basquiat: Rage to Riches epizódját, az American Masters sorozat részeként.
2022-ben jelentették be, hogy Kelvin Harrison Jr. fogja játsztani Basquiatot, Julius Onah Samo Lives c. filmjében, valamint Stephan James is készül Basquiat sorozattal.
2022-ben debütált Anthony McCarten The Collaboration c. darabja, Basquiatról és Warholról, a londoni Young Vic Színházban, melyben Jeremy Pope játszotta Basquiatot, Paul Bettany pedig Warholt. 2022 decemberétől 2023 márciusáig a Broadwayn játszották, a Manhattan Theatre Clubban, majd filmet is forgattak az előadásról.

### Zene
Nem sokkal Basquiat halálát követően, Vernon Reid, a Living Colour gitárosa írt egy számot „Desperate People” címmel, ami a Vivid c. albumon szerepelt, és a régi New York-i drogos szcénáról szól. Reid az után írta a számot, hogy Greg Tate telefonon értesítette Basquiat haláláról.
2014 augusztusában, a Revelation 13:18 „Old School” c. száma Basquiat halálának évfordulóján, a Revelation 13:18 x Basquiat albumon jelent meg. 2020-ban, a The Strokes zenekar használta Basquiat Bird on Money (1981) festményét, The New Abnormal album borítóján.

## Fordítás
Ez a szócikk részben vagy egészben  a   Jean-Michel Basquiat című angol Wikipédia-szócikk ezen változatának fordításán alapul.  Az eredeti cikk szerkesztőit annak laptörténete sorolja fel. Ez a jelzés csupán a megfogalmazás eredetét és a szerzői jogokat jelzi, nem szolgál a cikkben szereplő információk forrásmegjelöléseként.